# Guk
Guk (국) och tang (탕) är två koreanska ord för soppa och gryta. Guk är ett ursprungligt koreanskt ord och används oftast när det gäller tunnare, mer buljongliknande soppor i det traditionella koreanska köket, medan tang är inlånat från kinesiskan och används oftast för matigare soppor och grytor. Koreaner betraktar soppa och gryta som varianter av samma sak, så på menyer hittas ofta soppa och gryta under samma rubrik.
Doenjangguk (된장국) är tillagad på en koreanskt jäst sojabönspasta, Doenjangsamt en sorts musslor.
Miyeokguk (미역국) (skrivs alternativt: Miyŏggok) görs på torkat sjögräs, miyeok den är näringsrik och innehåller mycket järn, jod och kalcium. Den äts ofta av nyblivna mödrar för att motverka järnförlusten vid förlossningen. Den serveras också på födelsedagsfester till minne av födelsedagsbarnets anländande till världen.
Maeuntang (매운탕) är en kryddstark soppa med skaldjur eller fisk
Mandutguk(만둣국) innehåller mandu (fyllda koreanska degknyten). Rätten brukar serveras på vintern, särskilt vid firandet av det koreanska nyåret. Degen görs på vetemjöl och fyllningen brukar bestå av till exempel kött, tofu, kimchi och grönsaker. Knyterna kokas i nötbuljong.
Moo Guk (무국) tillagas på rättika.
Gomguk (곰국)  är tillagad på oxsvans. Rätten innehåller mycket glukosamin och anses därför vara bra för äldre personer med ledbesvär. Ibland innehåller rätten gochugaru (koreanskt chilipulver) 

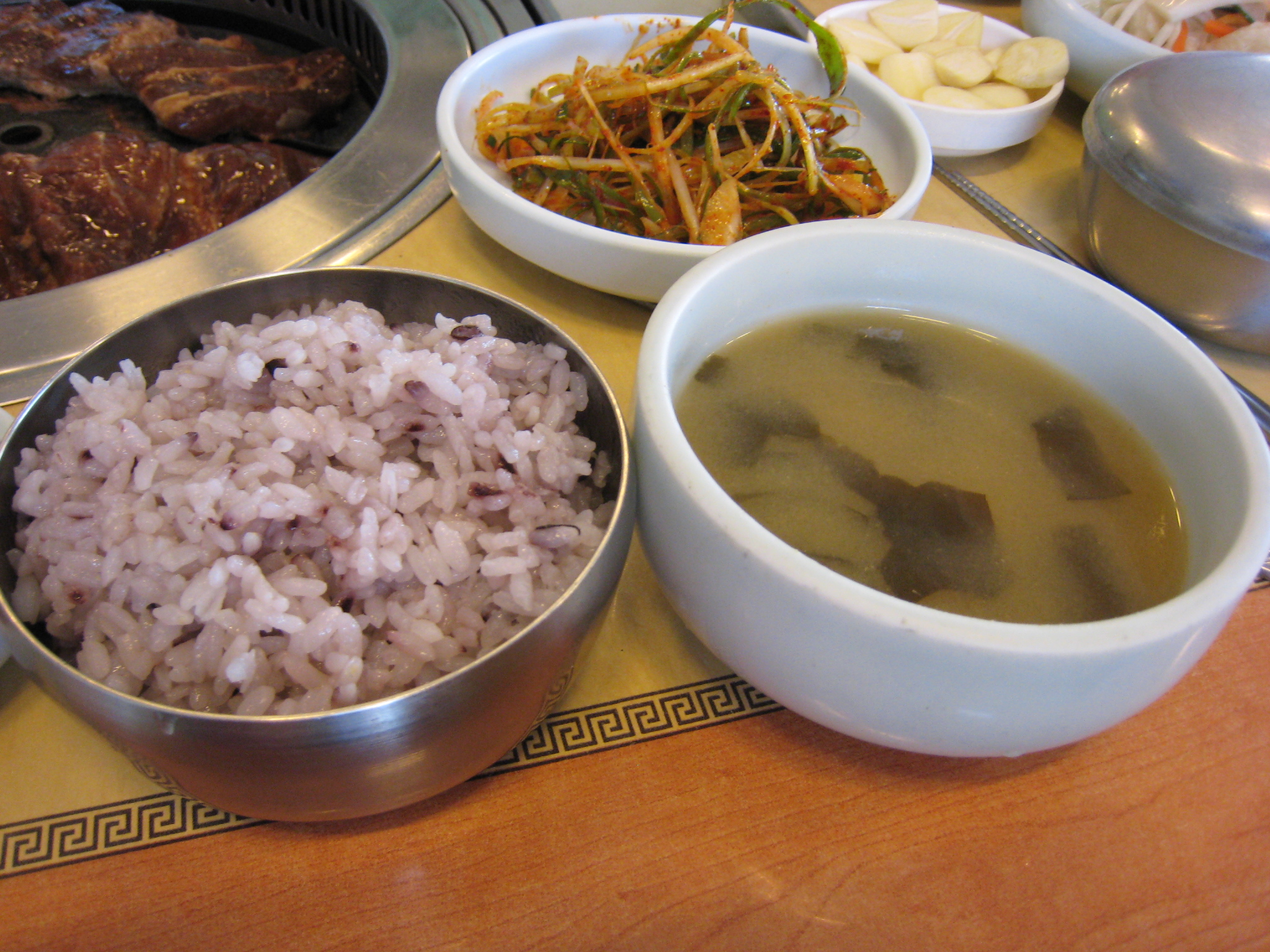
Svart ris till vänster (heukmibap, 흑미밥) bredvid doenjangguk.
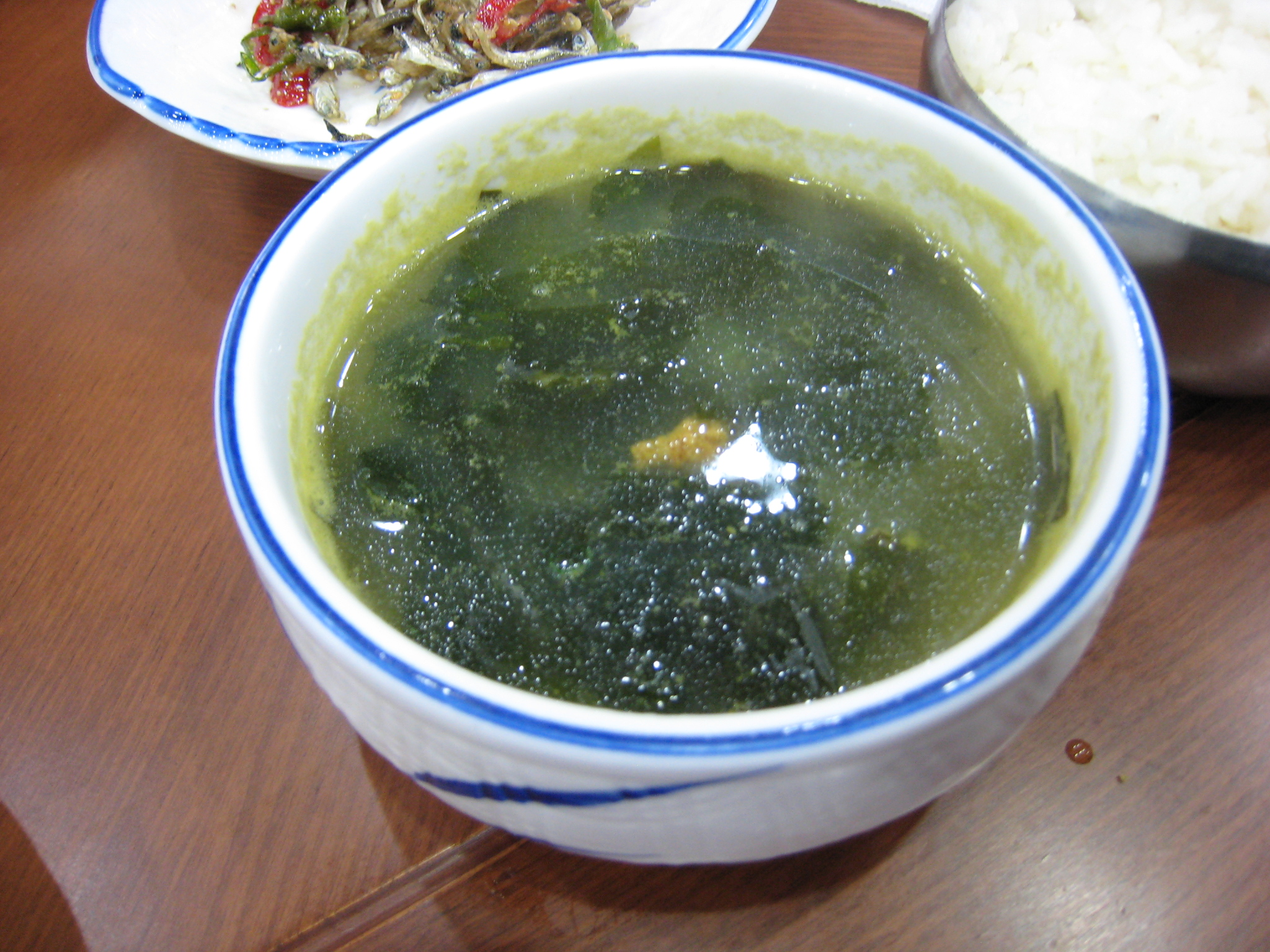
Miyeokguk
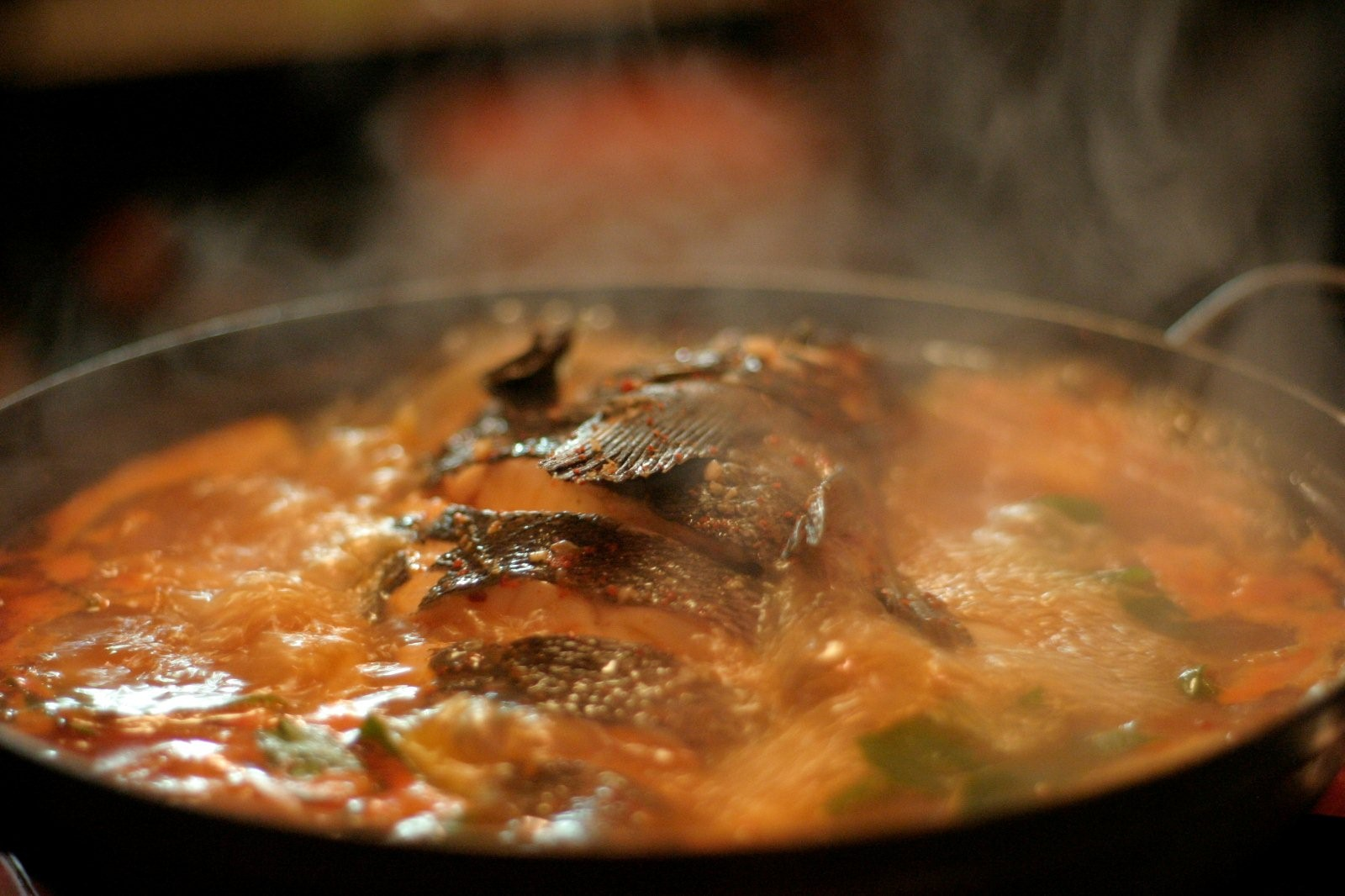
Maeuntang
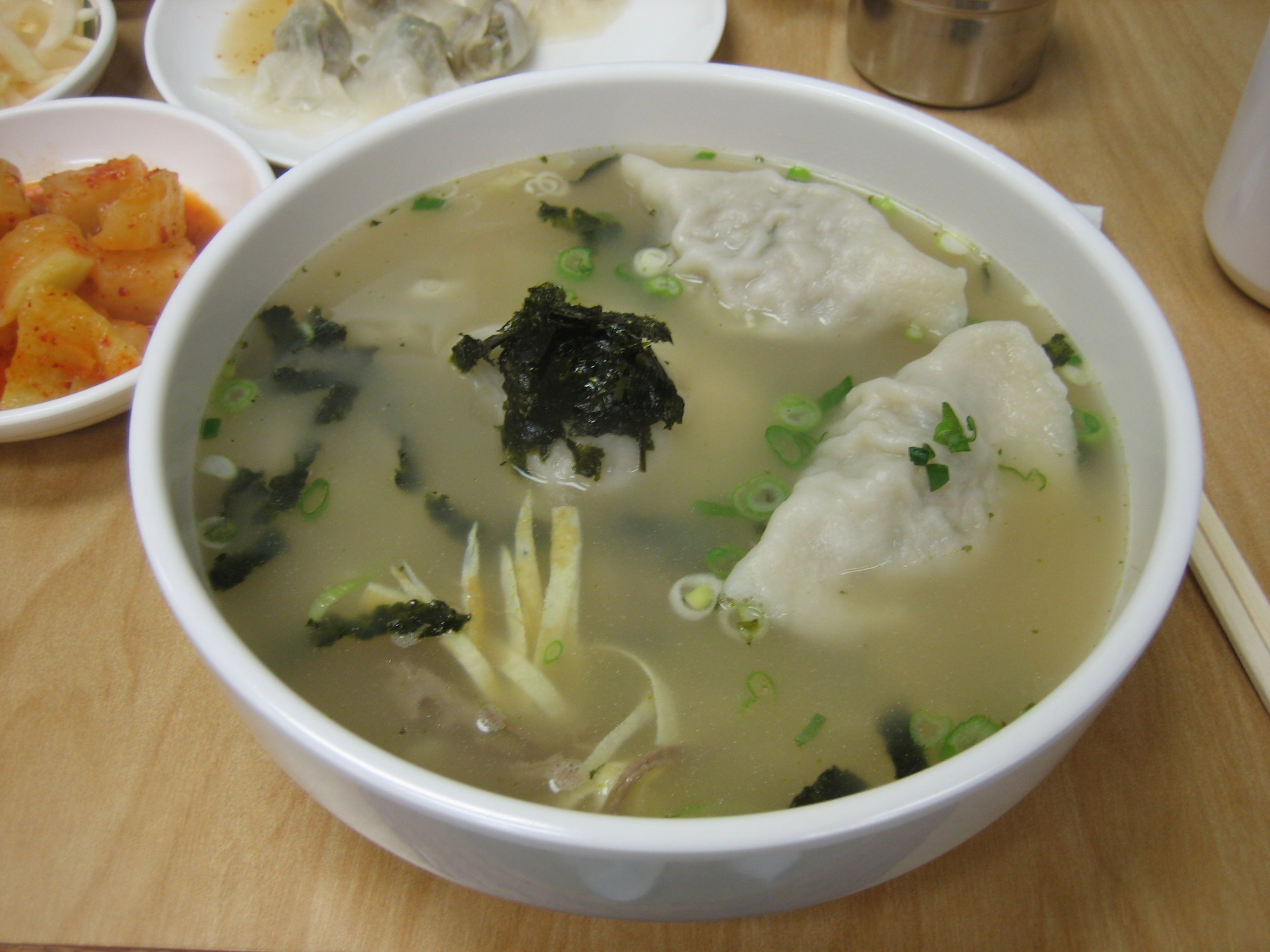
Mandutguk (koreanska: 만두국) skrivs även som Manduguk eller Mandukuk